# Mispelsläktet
Mispelsläktet (Mespilus) är ett växtsläkte i familjen rosväxter från östra Europa och västra Asien med två arter. Arten Mispel (M. germanica) odlas ibland som trädgårdsväxt i Sverige.